# 다이킨 공업
다이킨 공업 주식회사(일본어: ダイキン工業株式会社, ダイキンこうぎょう)는 일본 오사카부 오사카시에 본사를 둔 에어컨, 화학 제품 제조 기업이다.